# Dysfunction
Dysfunction è il secondo album in studio del gruppo musicale statunitense Staind, pubblicato il 13 aprile 1999 dalle etichette discografiche Flip e Elektra, il primo con una etichetta discografica ufficiale. L'album, pur non andando oltre la posizione numero 74 in classifica, è rimasto nelle classifiche per 56 settimane fruttando alla band 2 dischi di platino. È uno degli album più amati dai fan e il singolo Mudshovel è uno dei brani-manifesto della band, presente nella setlist di tutti i loro concerti.

## Tracce
Testi e musiche di Aaron Lewis.
1. Suffocate – 3:16
2. Just Go – 4:50
3. Me – 4:36
4. Raw – 4:10
5. Mudshovel – 4:41
6. Home – 4:05
7. A Flat – 5:00
8. Crawl – 4:30
9. Spleen – 21:01 – Contiene la traccia nascosta Excess Baggage

## Formazione
- Aaron Lewis - voce
- Mike Mushok - chitarra
- Johnny April - basso voce secondaria
- Jon Wysocki - batteria

## Classifiche

### Classifiche settimanali
| Classifiche (1999) | Posizione massima |
| ------------------ | ----------------- |
| Stati Uniti        | 74                |

### Classifiche di fine anno
| Classifica (2000) | Posizione |
| ----------------- | --------- |
| Stati Uniti       | 174       |